# By the Governor's Order
By the Governor's Order è un cortometraggio muto del 1914 diretto da Maurice Costello e Robert Gaillard.

## Produzione
Il film fu prodotto dalla Vitagraph Company of America.

## Distribuzione
Distribuito dalla General Film Company, il film - un cortometraggio in due bobine - uscì nelle sale cinematografiche statunitensi il 22 dicembre 1914.